# Winterborn (Rhénanie-Palatinat)
Pour les articles homonymes, voir Winterborn.
Winterborn est une municipalité allemande située dans le land de Rhénanie-Palatinat et l'arrondissement du Mont-Tonnerre.